# Sigurd Pedersen (bokser)
Sigurd Pedersen var en norsk bokser som boksede for Bergens Atletklub. 
Han vandt en guldmedalje i vægtklassen mellemvægt B i NM 1912.